# Гани, Рула
Рула Гани (род. 1948, Бейрут, Ливан) — супруга второго президента Афганистана Ашрафа Гани Ахмадзая.

## Биография
Рула Гани родилась и выросла в Ливане в маронитской христианской семье. В 1969 году она окончила Институт политических исследований в Париже. В 1974 году получила степень магистра политических исследований в Американском университете Бейрута, где она познакомилась со своим будущим мужем Ашрафом Гани.
В 1975 году они поженились, у пары родилось двое детей: дочь Мариам Гани, работает художником в Бруклине, и сын Тарик. Оба ребёнка родились в Соединённых Штатах Америки и имеют американское гражданство. В 1983 году Рула Гани получила степень магистра журналистики в Колумбийском университете в Нью-Йорке. В 2003 году Рула Гани вернулась в Афганистан.
В 2015 году американский журнал Time внёс Рулу в список 100 самых влиятельных людей мира. Рула Гани имеет гражданство Афганистана, Ливана и Соединённых Штатов. Она свободно говорит на английском, французском, арабском языке и дари.

## Выборы президента Афганистана в 2014 году
В 2014 году во время президентской инаугурации Ашраф Гани Ахмадзай публично поблагодарил свою жену, назвав её на афганский манер Биби Гюль: «Я хочу поблагодарить мою жену Биби Гюль за то, что поддерживает меня и Афганистан».